# Elias Martin

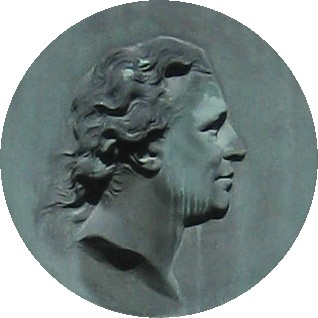
Elias Martin, porträttrelief från hans gravsten på Adolf Fredriks kyrkogård.

Elias Martin, döpt 8 mars 1739 i Stockholm, död 25 januari 1818 i Stockholm, var en svensk målare som under sin livstid vann internationell berömmelse för sina landskapsmålningar, porträtt och genremålningar. Han var bland annat medlem av Konstakademien och associate member av brittiska Royal Academy. Martinvägen i Södra Ängby i Stockholm är uppkallad efter honom.

## Bakgrund
Elias Martin var son till åldermannen i snickarämbetet Olof Martin i Dillnäs socken och Ulrika Haupt, syster till Georg Haupt. Han fick sin tidigaste utbildning hos fadern och visade sådan talang att han sändes till ämbetsmålaren Friedrich Schultz. Genom denne fick han anställning hos Fredrik Henrik af Chapman som arkitekturritare och teckningslärare för officerarna i Sveaborg. Där fick han ledning av fältmarskalken Augustin Ehrensvärd, och umgicks med och undervisade dennes son Carl August Ehrensvärd.
År 1766 for Elias Martin på studieresa till Paris, och antogs på Alexander Roslins rekommendation till École académique för undervisning av Joseph Vernet och troligen även François Boucher. Elias Martin tilltalades dock inte av den franska klassicismen, och flyttade därför till London 1768. Två år senare upptogs han som associate member av Royal Academy, där han deltog med utställningar och var teckningslärare, vilket torde bero på att han blivit god vän med arkitekten William Chambers. I England utvecklade han akvarelltekniken vilken anses vara den teknik han bäst behärskade. Han undervisade även  kopparstickare och mezzotintgravörer, men med dessa tekniker lyckades han aldrig själv uppvisa personliga drag.

## Liv och verk
Martin återvände till Sverige 1780 och året därpå blev han medlem av Konstakademien, där han även undervisade. Han anställdes av Gustav III, för vilken han gjorde gravyrserien Svenska vuer. Under senare år blev motiven alltmer religiösa, och Johannes döparens predikan i öknen (Sörmlands museum) och Fader vår räknas till några av hans främsta arbeten. Han är representerad vid Nationalmuseum bland annat med porträtt av vännen Carl Michael Bellman och ett självporträtt. Hans efterlämnade verk utgörs bland annat av mer än 200 oljemålningar.
Han gifte sig 1770 med engelskan Ann Lee med vilken han fick sonen Fredrik Erik Martin, tillika konstnär. Brodern Johan Fredrik Martin var en känd grafiker och professor vid Konstakademien. Även sonsonen Elias Fredrik Martin blev grafiker och målare, bosatt i Nyköping. Ålderdomen tillbringade han i undanskymdhet, plågad av ekonomiska bekymmer och ögonbesvär, men var under sina verksamma år en väl sedd gäst i konstnärshem, och umgicks förtroligt med Bellman, Erik Palmstedt och Johan Tobias Sergel. Martin ligger begravd på Adolf Fredriks kyrkogård. Martin finns representerad vid  bland annat Göteborgs konstmuseum, Göteborgs stadsmuseum, Uppsala universitetsbibliotek, Vänersborgs museum, Länsmuseet Gävleborg, Norrköpings konstmuseum och Nationalmuseum i Stockholm.

## Galleri (urval)

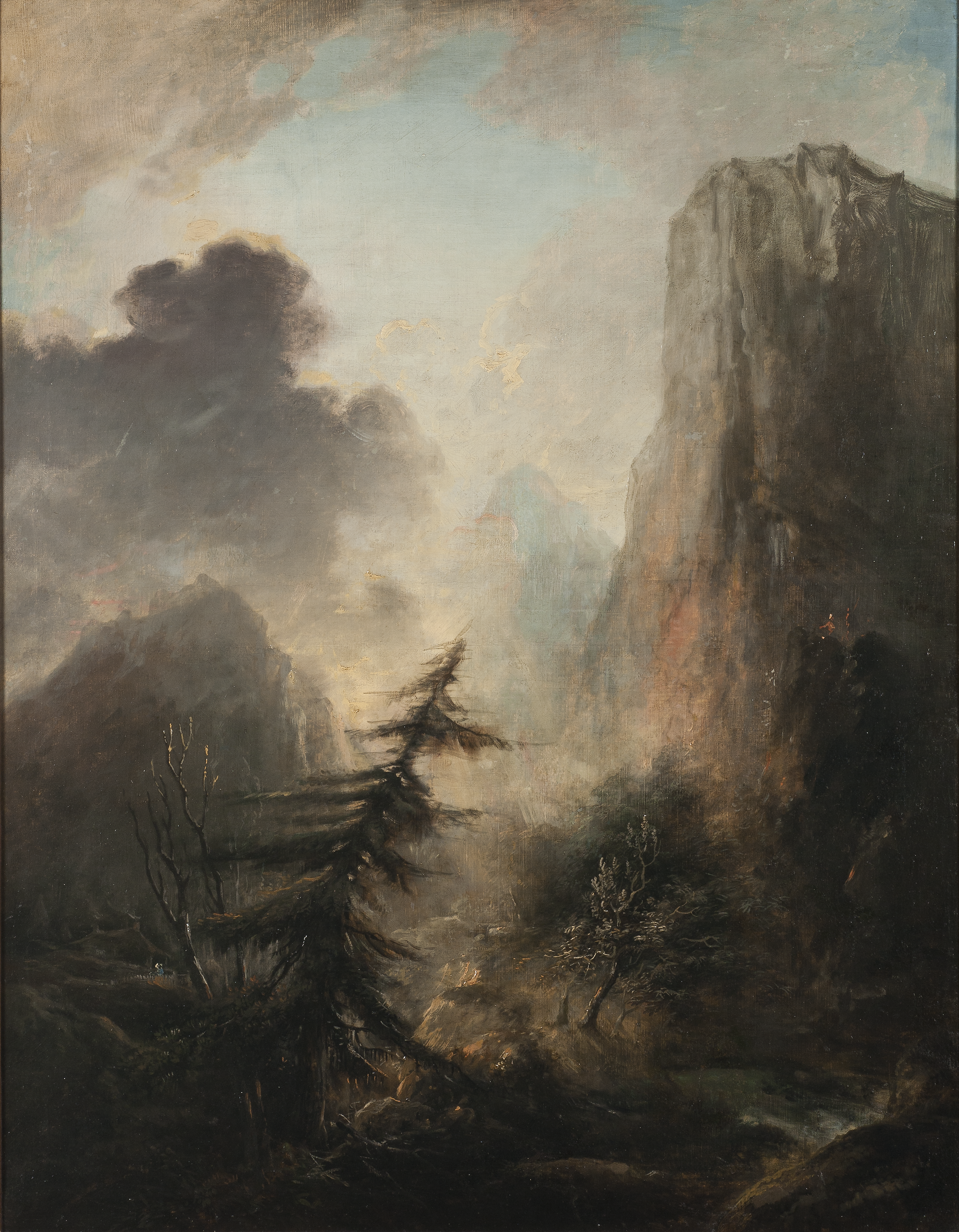
Romantiskt landskap med gran, 1768–1780.
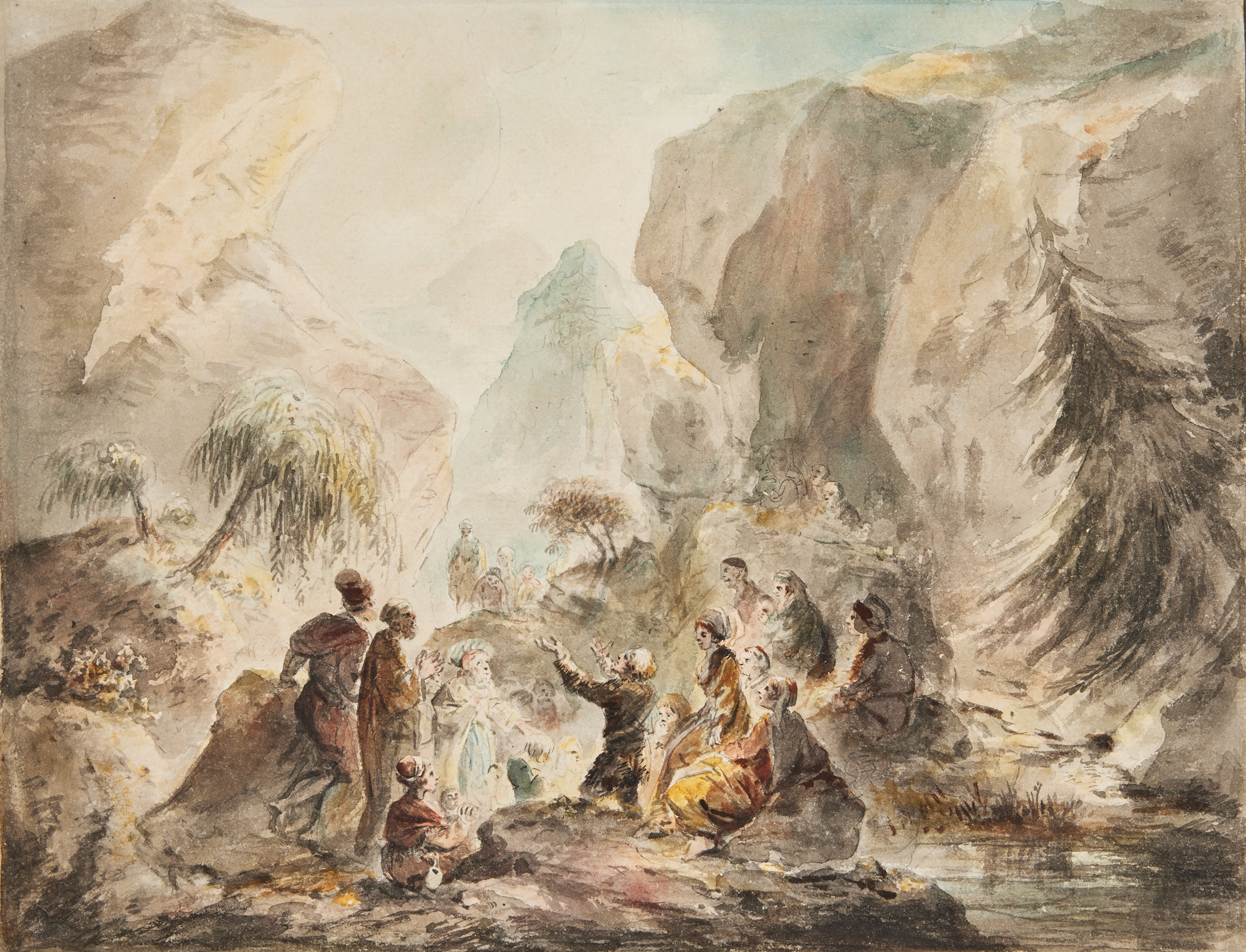
Johannes Döparen predikar i öknen. Utförd i London, sent 1770-tal.
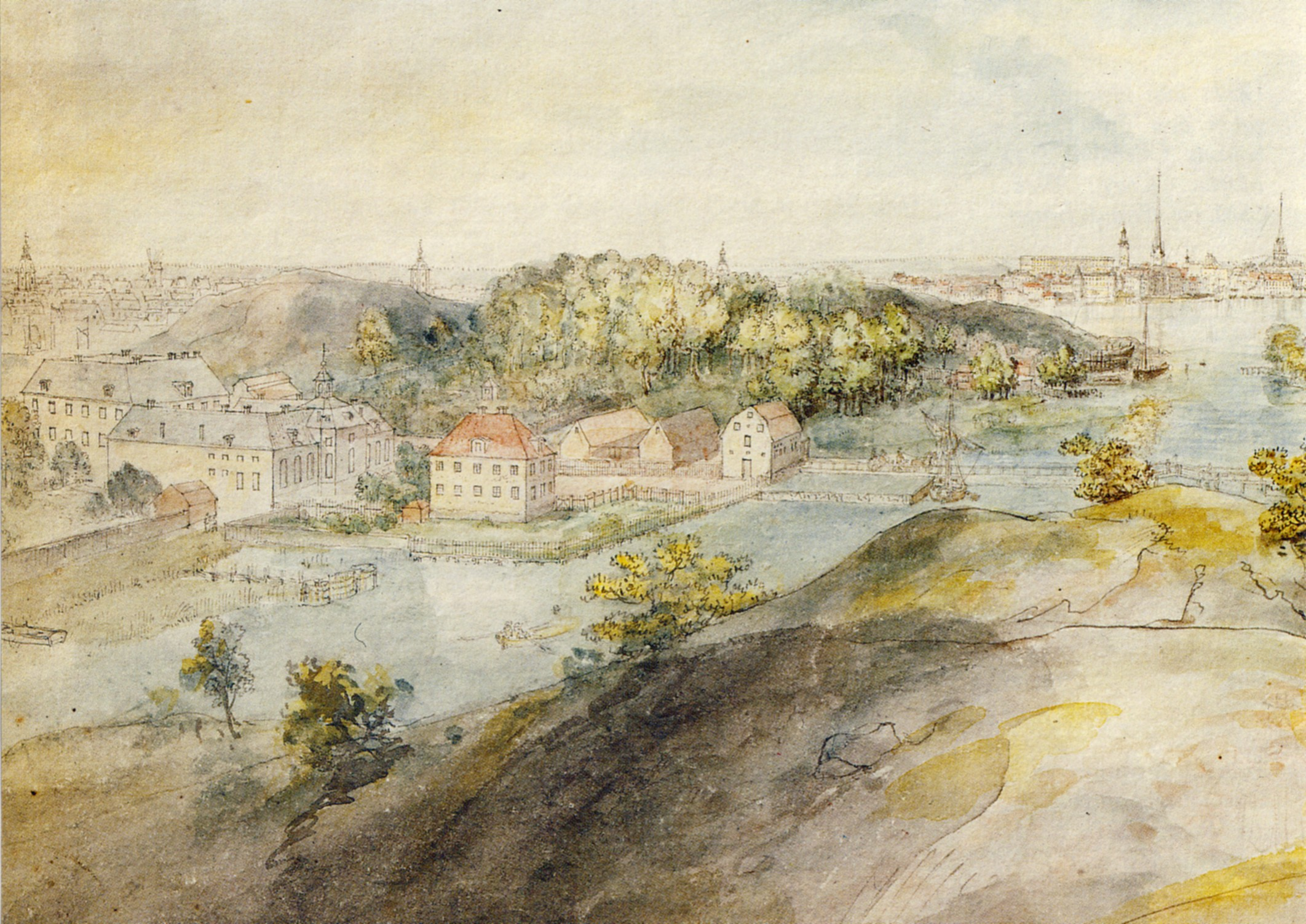
Långholmen, Stockholm, 1787.
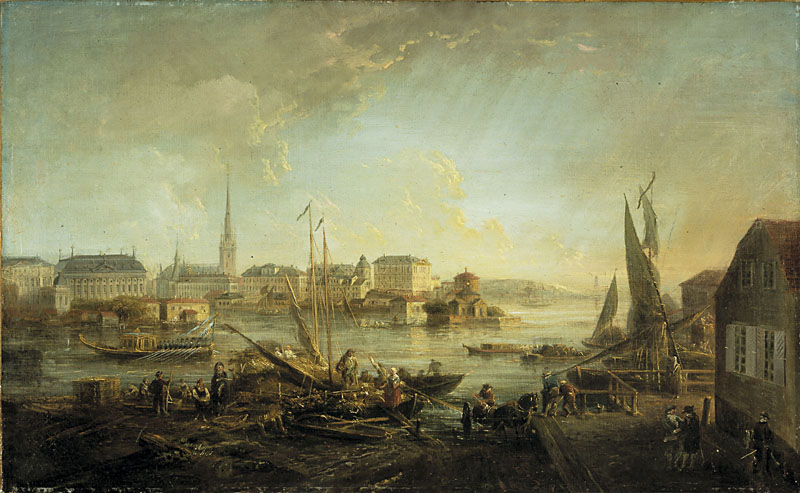
Rödbotorget, Stockholm, 1780-talet.
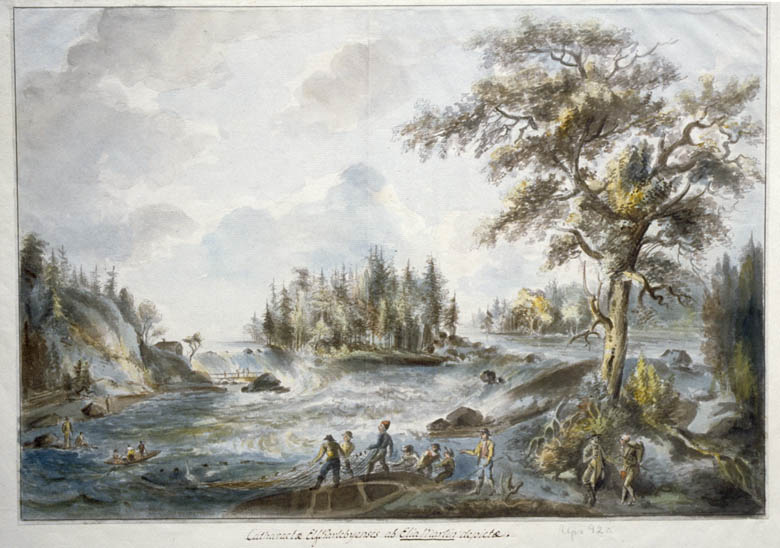
Älvkarlebyfallen, 1790-talet.
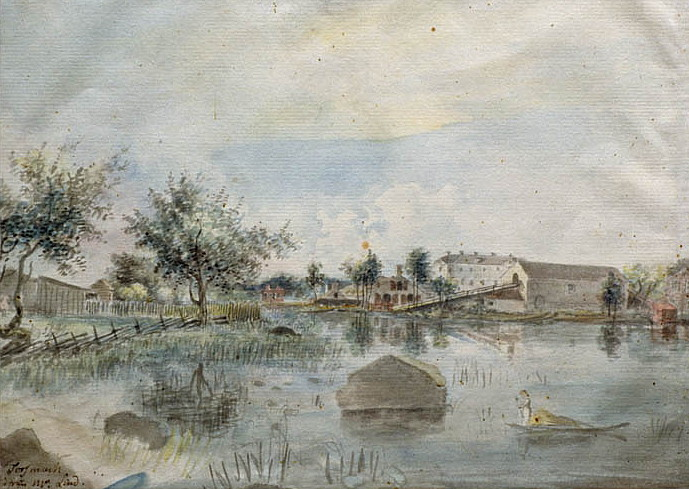
Forsmarks bruk, 1790-talet.
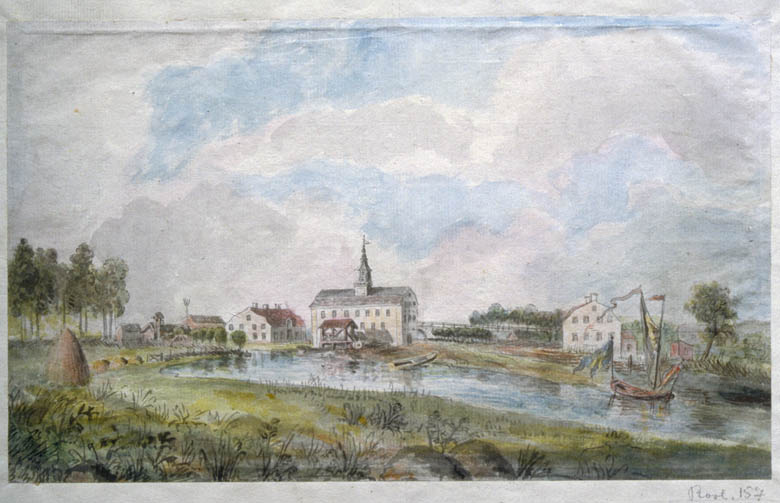
Johannisfors bruk, 1790-talet.
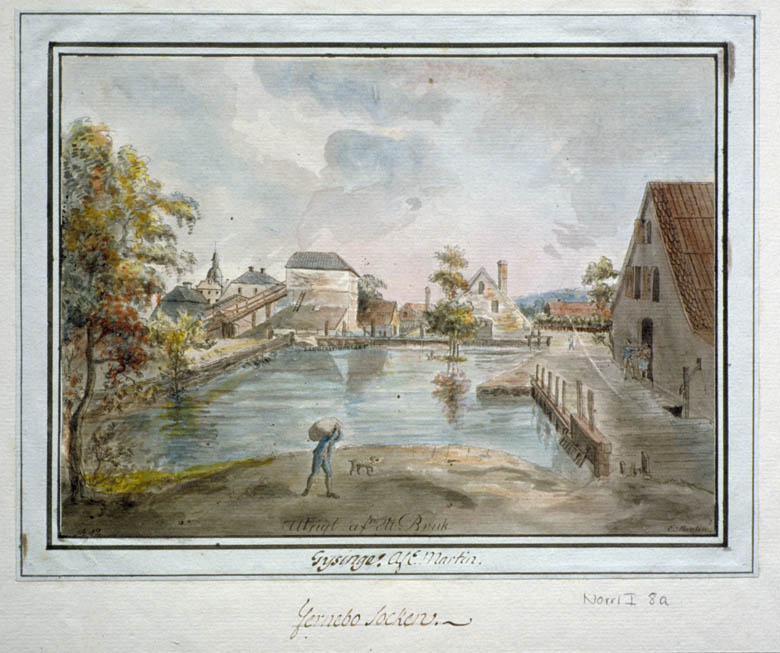
Gysinge bruk, 1790-talet.
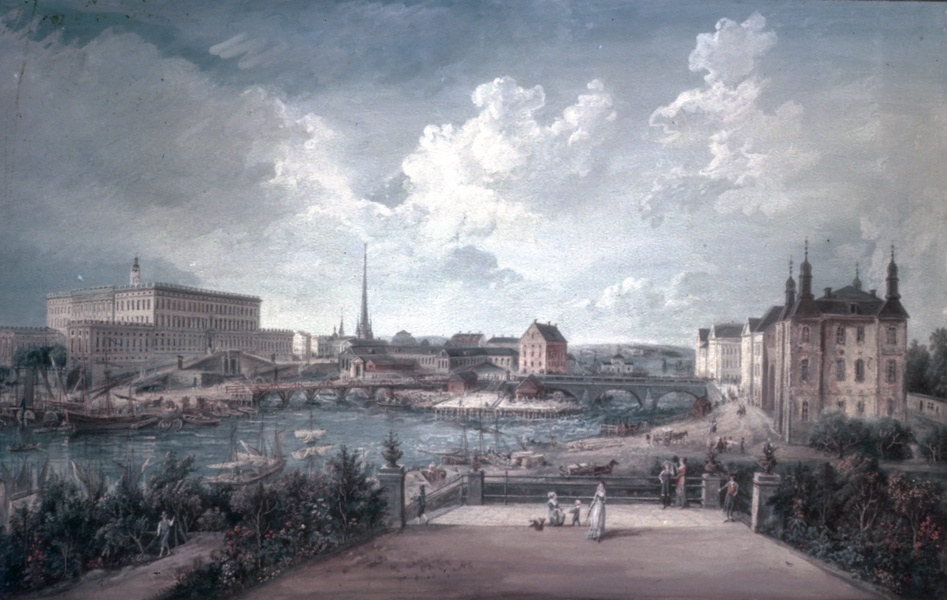
Utsikt över Stockholm, 1790-talet.
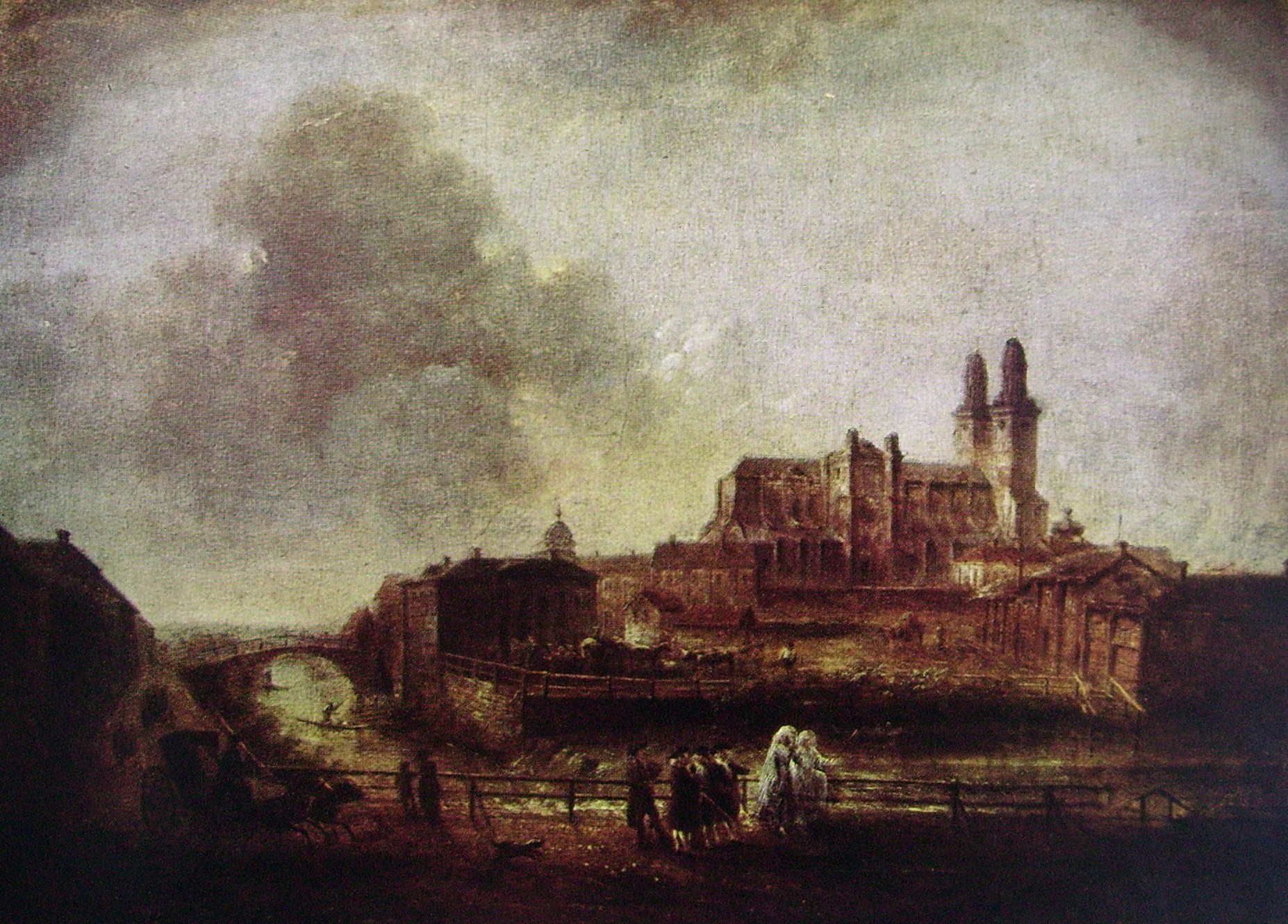
Utsikt över Uppsala domkyrka.

## Bibliografi

Elias Martin, porträtt i olja målat 1836 av Johan Gustaf Sandberg (1782–1854). Nationalmuseum, Gripsholmssamlingen.

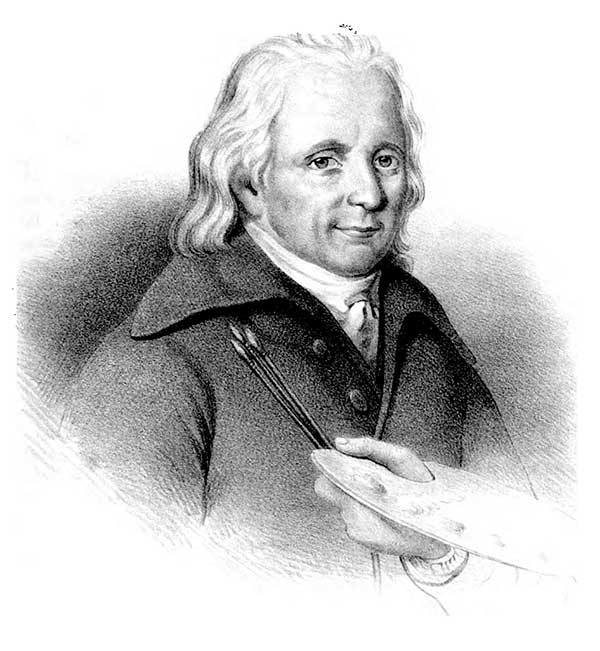
Elias Martin på en litografi av Otto Wallgren (1795–1857) (1849).